# Helmut Schneider (Physiker)
Helmut Schneider (* 26. Mai 1919 in Sholapore, Indien; † 19. Juni 2011) war ein Schweizer Physiker.

## Leben
Schneider wurde in Sholapore, Indien geboren und wuchs in Kanton, China, sowie Rostock auf, wo er am Humanistischen Gymnasium Rostock sein Abitur machte. Er studierte Physik an der TU München und wurde an der ETH Zürich diplomiert (dipl. phys. ETH). Er war wissenschaftlicher Mitarbeiter von Paul Scherrer. Von 1955 bis 1959 war er am Council for Scientific and Industrial Research (CSIR) in Pretoria tätig. 1959 wurde er an der Universität Freiburg zum Dr. sc. nat. promoviert.
1960 erhielt er einen Lehrauftrag an der Universität Freiburg. Er wurde zum Titularprofessor, 1972 zum außerordentlicher Professor ernannt. Von 1980 bis 1986 war er ordentlicher Professor für Plasmaphysik. Er war Mitglied der Schweizerischen Physikalischen Gesellschaft. 1985 wurde er emeritiert.

## Schriften
- Der Mensch und seine Geschichte: Eine philosophische Plauderei. Ed. Fischer, Frankfurt am Main 2010, ISBN 978-3-89950-519-1.
- Die letzte Reise durch die Galaxie oder wie hältst du es mit dem Urknall? Ed. Fischer, Frankfurt am Main 2011, ISBN 978-3-89950-613-6.